# Síndrome de Cotard
La síndrome de Cotard, també anomenada deliri de negació o deliri nihilista, és una malaltia mental relacionada amb la hipocondria. L'afectat per la síndrome de Cotard creu haver mort, sofrir putrefacció dels òrgans o simplement no existir. En alguns casos el pacient es creu incapaç de morir.
Rep el seu nom de Jules Cotard, neuròleg francès descobridor d'aquesta síndrome, a la qual denominà délire de négation ("negationis delirium") en una conferència a París el 1880. En aquesta conferència, Cotard va descriure el cas d'una pacient -a la qual va donar el sobrenom de Mademoiselle X- que negava l'existència de Déu i el diable, així com de diverses parts del seu cos i de la necessitat de nodrir-se. Més endavant, creia que estava eternament condemnada i que ja no podria morir una mort natural.
Els pacients arriben a creure que els seus òrgans interns han paralitzat tota funció, que els seus intestins no funcionen, que el seu cor no batega i fins i tot que s'estan podrint, arribant a presentar algunes al·lucinacions olfactives que confirmen el seu deliri (olors desagradables, com a carn en putrefacció). En les seves formes més complexes el pacient arriba a defensar la idea que en realitat ell mateix està mort i fins i tot que han mort persones pròximes a ell. Junt amb aquesta creença de mort, el pacient manté una idea d'immortalitat, com si s'hagués convertit en una "ànima en pena".
Encara que és un deliri típic de les depressions més greus (psicòtiques o delirants) es pot veure en altres malalties mentals severes (demència amb símptomes psicòtics, esquizofrènia o psicosi degudes a malalties mèdiques o a tòxics).
Young i Leafhead descrigueren un cas modern de síndrome de Cotard en un pacient que va sofrir danys cerebrals a causa d'un accident de motocicleta:
| « | Els símptomes [del pacient] es van donar en el context de sensacions més generals d'irrealitat i d'estar morts. El gener de 1990, després de rebre l'alta en l'hospital d'Edimburg, la seva mare el va portar a Sud-àfrica. Estava convençut que havia estat portat a l'infern (la qual cosa es confirmava per la calor), i que havia mort de septicèmia (que havia estat un risc al principi de la seva recuperació), o potser de sida (havia llegit una història a The Scotsman sobre algú afligit de sida que havia mort de septicèmia), o d'una sobredosi d'una injecció contra la febre groga. Pensava que s'havien «apropiat de l'esperit de la meva mare per mostrar-me l'infern», i que continuava adormit a Escòcia. | » |

La síndrome pot aparèixer en el context d'una malaltia neurològica o mental i s'associa particularment amb la depressió i la desrealització.